# Circondario di Miltenberg
Il circondario di Miltenberg è uno dei circondari dello stato tedesco della Baviera.
Fa parte del distretto governativo della Bassa Franconia.

## Città e comuni
(Abitanti il 31 dicembre 2023)
| Comuni del circondario | Città 1. Amorbach (3 914) 2. Erlenbach am Main (10 335) 3. Klingenberg am Main (6 310) 4. Miltenberg (9 622) 5. Obernburg am Main (8 884) 6. Stadtprozelten (1 604) 7. Wörth am Main (4 791) | Comuni 1. Altenbuch (1 261) 2. Bürgstadt (4 266) 3. Collenberg (2 483) 4. Dorfprozelten (1 721) 5. Eichenbühl (2 535) 6. Elsenfeld (9 370) 7. Eschau (4 024) 8. Faulbach (2 575) 9. Großheubach (5 120) 10. Großwallstadt (4 097) 11. Hausen (1 891) 12. Kirchzell (2 238) 13. Kleinheubach (3 753) 14. Kleinwallstadt (5 708) 15. Laudenbach (1 538) 16. Leidersbach (4 743) 17. Mömlingen (4 932) 18. Mönchberg (2 564) 19. Neunkirchen (1 433) 20. Niedernberg (4 848) 21. Röllbach (1 698) 22. Rüdenau (730) 23. Schneeberg (1 730) 24. Sulzbach am Main (7 506) 25. Weilbach (2 139) Territori extracomunali (39,94 km²) 1. Altenbucher Forst (24,51 km²) 2. Forstwald (4,11 km²) 3. Hohe Berg (0,62 km²) 4. Hoher Berg (3,31 km²) 5. Hohe Wart (4,68 km²) 6. Kollenberger Forst (2,72 km²) |